# Lista najwyższych wolno stojących budowli
Zestawienia najwyższych na świecie wolno stojących budowli

## Najwyższe wolno stojące budowle mające co najmniej 300 metrów wysokości
Zestawienie zawiera najwyższe na świecie wolno stojące budowle występujące na lądzie, stąd brak na niej konstrukcji wspieranych (maszty z linami napinającymi, częściowo olinowane wieże) oraz zakotwiczonych platform wiertniczych (dwie z nich są „wyższe” od Burdż Chalifa – Perdido Regional Host ma wraz z zakotwiczeniem 2717 m (2450 + 267 = 2717), a Ursa Platform 1306 m; platforma Stones ma mieć ponad 2900 m). Zestawienie to składa się głównie z wieżowców, wież i kominów.
W poniższym rankingu dla wieżowców podana jest wysokość absolutna (łącznie z antenami) i czasami różni się ona od strukturalnej wysokości tych budynków.
| Nazwa                                             | Lokalizacja – miasto          | Lokalizacja – kraj           | Wysokość | Typ budowli       | Rok ukończenia budowy | Opis |
| ------------------------------------------------- | ----------------------------- | ---------------------------- | -------- | ----------------- | --------------------- | --- |
| Burdż Chalifa                                     | Dubaj                         | Zjednoczone Emiraty Arabskie | 829,8 m  | wieżowiec         | 2010                  | Najwyższy budynek i najwyższa budowla w historii zbudowana rękoma człowieka.                                                             |
| Merdeka 118                                       | Kuala Lumpur                  | Malezja                      | 678,9 m  | Wieżowiec         | 2023                  | |
| Tokyo Skytree                                     | Tokio                         | Japonia                      | 634,0 m  | wieża             | 2012                  | Najwyższa wieża świata. |
| Shanghai Tower                                    | Szanghaj                      | Chiny                        | 632,0 m  | wieżowiec         | 2015                  | |
| Canton Tower                                      | Kanton                        | Chiny                        | 604,0 m  | wieża             | 2009                  | |
| Abradż al-Bajt                                    | Mekka                         | Arabia Saudyjska             | 601,0 m  | wieżowiec         | 2011                  | Trzeci pod względem wysokości i największy pod względem powierzchni pomieszczeń wieżowiec świata. Największa tarcza zegarowa na świecie. |
| Ping An Finance Center                            | Shenzhen                      | Chiny                        | 599,1 m  | wieżowiec         | 2017                  | Drugi co do wysokości budynek w Chinach.                                                                                                 |
| Lotte World Tower                                 | Seul                          | Korea Południowa             | 555,7 m  | wieżowiec         | 2017                  | Najwyższy budynek w krajach OECD. |
| CN Tower                                          | Toronto                       | Kanada                       | 553,3 m  | wieża             | 1976                  | Najwyższa wolnostojąca budowla w Ameryce Północnej.                                                                                      |
| 1 World Trade Center                              | Nowy Jork                     | Stany Zjednoczone            | 541 m    | wieżowiec         | 2014                  | Najwyższa budowla w Stanach Zjednoczonych                                                                                                |
| wieża telewizyjna Ostankino                       | Moskwa                        | Rosja                        | 540,0 m  | wieża             | 1967                  | Najwyższa wolno stojąca budowla w Europie i najwyższa na świecie w latach 1967–1976.                                                     |
| Guangzhou CTF Finance Centre                      | Kanton                        | Chiny                        | 530,0 m  | wieżowiec         | 2016                  | |
| China Zun                                         | Pekin                         | Chiny                        | 527,7 m  | wieżowiec         | 2018                  | |
| Willis Tower                                      | Chicago                       | Stany Zjednoczone            | 527,3 m  | wieżowiec         | 1974                  | Najwyższy wieżowiec świata w latach 1973-1998. Najwyższy wieżowiec z wysokością całkowitą do chwili ukończenia Burdż Chalifa.            |
| Taipei 101                                        | Tajpej                        | Tajwan                       | 509,2 m  | wieżowiec         | 2004                  | Najwyższy wieżowiec na świecie (do czasu otwarcia Burdż Chalifa w 2010 roku)                                                             |
| Shanghai World Financial Center                   | Szanghaj                      | Chiny                        | 494,0 m  | wieżowiec         | 2008                  | Najwyższa budowla w Chinach w latach 2007–2009, najwyższy wieżowiec świata do dachu (przed otwarciem Burdż Chalifa).                     |
| International Commerce Center                     | Hongkong                      | Chiny                        | 484 m    | wieżowiec         | 2010                  | |
| Central Park Tower                                | Nowy Jork                     | Stany Zjednoczone            | 472 m    | wieżowiec         | 2019                  | |
| Oriental Pearl Tower                              | Szanghaj                      | Chiny                        | 468,0 m  | wieża             | 1994                  | |
| John Hancock Center                               | Chicago                       | Stany Zjednoczone            | 457,2 m  | wieżowiec         | 1969                  | |
| Petronas Towers                                   | Kuala Lumpur                  | Malezja                      | 452,0 m  | wieżowiec         | 1998                  | Najwyższe bliźniacze wieże na świecie, najwyższy budynek świata w latach 1998–2004.                                                      |
| Greenland Square Zifeng Tower                     | Nankin                        | Chiny                        | 450 m    | wieżowiec         | 2010                  | |
| Empire State Building                             | Nowy Jork                     | Stany Zjednoczone            | 448,7 m  | wieżowiec         | 1931                  | Najwyższy wieżowiec świata w latach 1931-1972.                                                                                           |
| Guangzhou International Finance Center            | Kanton                        | Chiny                        | 440 m    | wieżowiec         | 2009                  | |
| KK100                                             | Shenzhen                      | Chiny                        | 441,8 m  | wieżowiec         | 2011                  | |
| Guangzhou International Finance Center            | Kanton                        | Chiny                        | 440,2 m  | wieżowiec         | 2010                  | |
| wieża Milad                                       | Teheran                       | Iran                         | 435,0 m  | wieża             | 2009                  | |
| Marina 101                                        | Dubaj                         | Zjednoczone Emiraty Arabskie | 426,5 m  | wieżowiec         | 2017                  | |
| 432 Park Avenue                                   | Nowy Jork                     | Stany Zjednoczone            | 425,5 m  | wieżowiec         | 2015                  | |
| Trump International Hotel and Tower               | Chicago                       | Stany Zjednoczone            | 423,4 m  | wieżowiec         | 2009                  | |
| Menara Kuala Lumpur                               | Kuala Lumpur                  | Malezja                      | 421,0 m  | wieża             | 1995                  | |
| Jin Mao Tower                                     | Szanghaj                      | Chiny                        | 420,5 m  | wieżowiec         | 1998                  | |
| komin elektrowni GRES-2                           | Ekibastuz                     | Kazachstan                   | 419,7 m  | komin             | 1987                  | Najwyższy komin na świecie. |
| Two International Finance Centre                  | Hongkong                      | Chiny                        | 415,4 m  | wieżowiec         | 2003                  | |
| Tianjin Radio & Television Tower                  | Tiencin                       | Chiny                        | 415,2 m  | wieża             | 1991                  | |
| Centralna Wieża Radiowo-Telewizyjna               | Pekin                         | Chiny                        | 405,0 m  | wieża             | 1976                  | |
| CITIC Plaza                                       | Kanton                        | Chiny                        | 391,1 m  | wieżowiec         | 1997                  | |
| Zhongyuan Tower                                   | Zhengzhou                     | Chiny                        | 388,0 m  | wieża             | 2011                  | |
| Kijowska wieża telewizyjna                        | Kijów                         | Ukraina                      | 385,0 m  | wieża             | 1973                  | Najwyższa kratownicowa, stalowa wieża świata.                                                                                            |
| Shun Hing Square                                  | Shenzhen                      | Chiny                        | 384,0 m  | wieżowiec         | 1996                  | |
| Inco Superstack                                   | Greater Sudbury               | Kanada                       | 380,0 m  | komin             | 1971                  | Najwyższy komin na zachodniej półkuli.                                                                                                   |
| Tuntex Sky Tower                                  | Kaohsiung                     | Tajwan                       | 378,0 m  | wieżowiec         | 1997                  | |
| wieża telewizyjna w Taszkencie                    | Taszkent                      | Uzbekistan                   | 374,9 m  | wieża             | 1985                  | |
| Central Plaza                                     | Hongkong                      | Chiny                        | 374,0 m  | wieżowiec         | 1992                  | |
| Liberation Tower                                  | Kuwejt                        | Kuwejt                       | 372,0 m  | wieża             | 1996                  | |
| wieża telewizyjna w Ałmaty                        | Ałmaty                        | Kazachstan                   | 371,5 m  | wieża             | 1983                  | |
| komin elektrowni w Homer City                     | Homer City, Pensylwania       | Stany Zjednoczone            | 371,0 m  | komin             | 1977                  | |
| Kennecott Smokestack                              | Tooele, Utah                  | Stany Zjednoczone            | 370,4 m  | komin             | 1974                  | |
| komin Bieriozowskaja                              | Szarypowo                     | Rosja                        | 370,0 m  | komin             | 1985                  | |
| Riga Radio & TV Tower                             | Ryga                          | Łotwa                        | 368,5 m  | wieża             | 1987                  | |
| Berliner Fernsehturm                              | Berlin                        | Niemcy                       | 368,0 m  | wieża telewizyjna | 1969                  | |
| komin elektrowni Mitchell                         | Moundsville, Wirginia         | Stany Zjednoczone            | 367,6 m  | komin             | 1971                  | |
| Bank of China Tower                               | Hongkong                      | Chiny                        | 367,4 m  | wieżowiec         | 1990                  | |
| Bank of America Tower                             | Nowy Jork                     | Stany Zjednoczone            | 366,0 m  | wieżowiec         | 2009                  | |
| Almas Tower                                       | Dubaj                         | Zjednoczone Emiraty Arabskie | 360,0 m  | wieżowiec         | 2008                  | |
| Trboveljski dimnik                                | Trbovlje                      | Słowenia                     | 360,0 m  | komin             | 1976                  | Najwyższy komin w Europie. |
| The Pinnacle                                      | Kanton                        | Chiny                        | 360,0 m  | wieżowiec         | 2012                  | |
| Endesa Termic                                     | As Pontes                     | Hiszpania                    | 356,0 m  | komin             | 1974                  | |
| SEG Plaza                                         | Shenzhen                      | Chiny                        | 355,8 m  | wieżowiec         | 2000                  | |
| JW Marriott Marquis Hotel Dubai                   | Dubaj                         | Zjednoczone Emiraty Arabskie | 355,4 m  | wieżowiec         | 2014                  | |
| First Canadian Place                              | Toronto                       | Kanada                       | 355,0 m  | wieżowiec         | 1975                  | |
| Emirates Office Tower                             | Dubaj                         | Zjednoczone Emiraty Arabskie | 354,6 m  | wieżowiec         | 2000                  | |
| komin w Hucie miedzi Phoenix                      | Baia Mare                     | Rumunia                      | 351,5 m  | komin             | 2008                  | Obecnie jest wyłączony z użycia. |
| Stratosphere Las Vegas                            | Las Vegas                     | Stany Zjednoczone            | 350,2 m  | wieża             | 1996                  | |
| Lotus Tower                                       | Kolombo                       | Sri Lanka                    | 350,0 m  | wieża             | 2018                  | |
| komin elektrowni w Syrdarii                       | Syrdaria                      | Uzbekistan                   | 350,0 m  | komin             | 1975                  | |
| Condé Nast Building                               | Nowy Jork                     | Stany Zjednoczone            | 348 m    | wieżowiec         | 2000                  | |
| Słup energetyczny nad rzeką Jangcy pylon pierwszy | Jiangyin                      | Chiny                        | 347,0 m  | wieża             | 2003                  | Najwyższy słup energetyczny świata. |
| Słup energetyczny nad rzeką Jangcy pylon drugi    | Jiangyin                      | Chiny                        | 347,0 m  | wieża             | 2003                  | |
| Aon Center                                        | Chicago                       | Stany Zjednoczone            | 346 m    | wieżowiec         | 1973                  | |
| The Center                                        | Hongkong                      | Chiny                        | 346 m    | wieżowiec         | 1998                  | |
| komin elektrowni w Teruel                         | Teruel                        | Hiszpania                    | 343,0 m  | komin             | 1981                  | |
| komin elektrowni w Plomin                         | Plomin                        | Chorwacja                    | 340,0 m  | komin             | 2000                  | |
| Mercury City Tower                                | Moskwa                        | Rosja                        | 338,8 m  | wieżowiec         | 2013                  | Najwyższy budynek w Europie. |
| West Pearl Tower                                  | Chengdu                       | Chiny                        | 339,0 m  | wieża             | 2004                  | |
| Macau Tower                                       | Makau                         | Chiny                        | 338,0 m  | wieża             | 2001                  | |
| Europaturm                                        | Frankfurt nad Menem           | Niemcy                       | 337,5 m  | wieża             | 1979                  | |
| The Marina Torch                                  | Dubaj                         | Zjednoczone Emiraty Arabskie | 336,1 m  | wieżowiec         | 2011                  | Dwukrotnie zniszczony przez pożar w 2015 i 2017 roku.                                                                                    |
| Dragon Tower                                      | Harbin                        | Chiny                        | 336,0 m  | wieża             | 2000                  | |
| komin elektrowni Mountaineer                      | New Haven, Wirginia Zachodnia | Stany Zjednoczone            | 336,0 m  | komin             | 1980                  | |
| Rose Tower                                        | Dubaj                         | Zjednoczone Emiraty Arabskie | 333 m    | wieżowiec         | 2007                  | |
| Shimao International Plaza                        | Szanghaj                      | Chiny                        | 333 m    | wieżowiec         | 2006                  | |
| wieża Tokijska                                    | Tokio                         | Japonia                      | 332,6 m  | wieża             | 1958                  | |
| Minsheng Bank Building                            | Wuhan                         | Chiny                        | 331 m    | wieżowiec         | 2007                  | |
| Emley Moor TV Tower                               | Huddersfield                  | Wielka Brytania              | 330,5 m  | wieża             | 1970                  | |
| Hotel Ryugyŏng                                    | Pjongjang                     | Korea Północna               | 330 m    | wieżowiec         | 1992                  | |
| komin elektrowni GRES-1                           | Ekibastuz                     | Kazachstan                   | 330 m    | komin             | 1987                  | |
| kominy elektrowni Permskaja GRES                  | Dobrianka                     | Rosja                        | 330 m    | komin             | 1987                  | |
| kominy elektrowni Reftinskaja GRES                | Reftinskij                    | Rosja                        | 330 m    | komin             | 1980                  | |
| komin elektrowni TETs5                            | Charków                       | Ukraina                      | 330 m    | komin             | 1981                  | |
| komin elektrowni Zujewskaja GRES                  | Zuhres                        | Ukraina                      | 330 m    | komin             |                       | |
| WITI TV Tower                                     | Shorewood                     | Stany Zjednoczone            | 329,0 m  | wieża             | 1962                  | |
| Baiyoke Tower II                                  | Bangkok                       | Tajlandia                    | 328 m    | wieżowiec         | 1997                  | |
| Sky Tower                                         | Auckland                      | Nowa Zelandia                | 328 m    | wieża             | 1997                  | Najwyższa wolno stojąca budowla na południowej półkuli.                                                                                  |
| WSB TV Tower                                      | Atlanta                       | Stany Zjednoczone            | 327,6 m  | wieża             | 1957                  | |
| wieża w Wilnie                                    | Wilno                         | Litwa                        | 327 m    | wieża             | 1980                  | |
| komin elektrowni Maritza East                     | Stara Zagora                  | Bułgaria                     | 325 m    | komin             | 1977/1980             | |
| wieża Eiffla                                      | Paryż                         | Francja                      | 324,0 m  | wieża             | 1889                  | |
| Q1 Tower                                          | Gold Coast                    | Australia                    | 323 m    | wieżowiec         | 2005                  | Najwyższy budynek mieszkalny na świecie.                                                                                                 |
| Burdż al-Arab                                     | Dubaj                         | Zjednoczone Emiraty Arabskie | 321 m    | wieżowiec         | 1999                  | |
| kominy elektrowni Kiriszskaja GRES-1              | Kiriszi                       | Rosja                        | 320 m    | komin             | 1984/1986             | |
| komin elektrowni Riazanskaja GRES                 | Nowomiczurinsk                | Rosja                        | 320 m    | komin             | 1973                  | |
| kominy elektrowni w Tobolsku                      | Tobolsk                       | Rosja                        | 320 m    | komin             | 1983                  | |
| komin elektrowni Kostromskaja GRES                | Wołgoreczensk                 | Rosja                        | 320 m    | komin             | 1980                  | |
| komin elektrowni Zaporożskaja GRES                | Enerhodar                     | Ukraina                      | 320 m    | komin             | 1972                  | |
| komin elektrowni Mironowskaja GRES                | Debalcewe                     | Ukraina                      | 320 m    | komin             | ?                     | |
| komin elektrowni Uglegorskaja GRES                | Solncedar                     | Ukraina                      | 320 m    | komin             | ?                     | |
| Chrysler Building                                 | Nowy Jork                     | Stany Zjednoczone            | 319 m    | wieżowiec         | 1930                  | |
| Nina Tower                                        | Hongkong                      | Chiny                        | 319 m    | wieżowiec         | 2006                  | |
| New York Times Building                           | Nowy Jork                     | Stany Zjednoczone            | 319 m    | wieżowiec         | 2007                  | |
| Jiangsu Nanjing TV Tower                          | Nankin                        | Chiny                        | 318,5 m  | wieża             | 1996                  | |
| KCTV Tower 2                                      | Kansas City                   | Stany Zjednoczone            | 317,5 m  | wieża             | 1956                  | |
| komin elektrowni w Rockport                       | Rockport, Indiana             | Stany Zjednoczone            | 316,4 m  | komin             | 1984                  | |
| Wieża telewizyjna w Tallinnie                     | Tallinn                       | Estonia                      | 312,3 m  | wieża             | 1980                  | |
| Tortoise Mountain TV Tower                        | Wuhan                         | Chiny                        | 312,0 m  | wieża             | 1986                  | |
| Bank of America Plaza                             | Atlanta                       | Stany Zjednoczone            | 312 m    | wieżowiec         | 1992                  | |
| wieża w Erywaniu                                  | Erywań                        | Armenia                      | 311,7 m  | wieża             | 1977                  | |
| Varso Tower                                       | Warszawa                      | Polska                       | 310 m    | wieżowiec         | 2021                  | Najwyższy wieżowiec w Unii Europejskiej                                                                                                  |
| US Bank Tower                                     | Los Angeles                   | Stany Zjednoczone            | 310 m    | wieżowiec         | 1990                  | |
| Menara Telekom                                    | Kuala Lumpur                  | Malezja                      | 310 m    | wieżowiec         | 2001                  | |
| Azeri TV Tower                                    | Baku                          | Azerbejdżan                  | 310,0 m  | wieża             | 1996                  | |
| wieża w Sankt Petersburgu                         | Sankt Petersburg              | Rosja                        | 310,0 m  | wieża             | 1963                  | |
| komin elektrowni w Ugljevik                       | Ugljevik                      | Bośnia i Hercegowina         | 310 m    | komin             | 1985                  | |
| The Shard                                         | Londyn                        | Wielka Brytania              | 309,7 m  | wieżowiec         | 2012                  | |
| Kingdom Centre                                    | Rijad                         | Arabia Saudyjska             | 309 m    | wieżowiec         | 2002                  | |
| Jumeirah Emirates Towers Hotel                    | Dubaj                         | Zjednoczone Emiraty Arabskie | 309 m    | wieżowiec         | 2000                  | |
| Sydney Tower                                      | Sydney                        | Australia                    | 309,0 m  | wieża             | 1981                  | |
| Jewrazija                                         | Moskwa                        | Rosja                        | 308,9 m  | wieżowiec         | 2014                  | |
| AT&T Corporate Center                             | Chicago                       | Stany Zjednoczone            | 307 m    | wieżowiec         | 1989                  | |
| komin elektrowni Buschhaus                        | Helmstedt, Dolna Saksonia     | Niemcy                       | 307 m    | komin             | 1984                  | |
| komin elektrowni w Jaworznie                      | Jaworzno                      | Polska                       | 306 m    | komin             | 1977                  | |
| Liaoning Broadcast and TV Tower                   | Shenyang                      | Chiny                        | 305,5 m  | wieża             | 1989                  | |
| JPMorganChase Tower                               | Houston                       | Stany Zjednoczone            | 305 m    | wieżowiec         | 1982                  | |
| kominy elektrowni Harrisona                       | Haywood, Wirginia Zachodnia   | Stany Zjednoczone            | 305 m    | komin             | 1994                  | |
| komin elektrowni Roberta W Scherera               | Macon, Georgia                | Stany Zjednoczone            | 305 m    | komin             | 1983/1985             | |
| komin elektrowni Independence                     | Newark, Arkansas              | Stany Zjednoczone            | 305 m    | komin             | 1983                  | |
| komin elektrowni Kyger Creek                      | Gallipolis, Ohio              | Stany Zjednoczone            | 305 m    | komin             | 1980                  | |
| komin elektrowni White Bluff                      | Pine Bluff, Arkansas          | Stany Zjednoczone            | 305 m    | komin             | 1980                  | |
| komin elektrowni Harllee Branch                   | Milledgeville, Georgia        | Stany Zjednoczone            | 305 m    | komin             | 1978                  | |
| komin elektrowni Widows Creek                     | Stevenson, Alabama            | Stany Zjednoczone            | 305 m    | komin             | 1977                  | |
| komin elektrowni Hal B. Wansleya                  | Carrollton, Georgia           | Stany Zjednoczone            | 305 m    | komin             | 1976                  | |
| komin elektrowni w Kingston                       | Kingston, Tennessee           | Stany Zjednoczone            | 305 m    | komin             | 1976                  | |
| komin elektrowni w Cumberland                     | Cumberland City, Tennessee    | Stany Zjednoczone            | 305 m    | komin             | 1970                  | |
| komin elektrowni W.H. Sammisa                     | Stratton, Ohio                | Stany Zjednoczone            | 305 m    | komin             | 1970                  | |
| komin elektrowni Conemaugh                        | Seward, Pensylwania           | Stany Zjednoczone            | 305 m    | komin             |                       | |
| komin huty w Hayden                               | Hayden, Arizona               | Stany Zjednoczone            | 305 m    | komin             |                       | |
| komin fabryki Bowen Coal                          | Taylorsville, Georgia         | Stany Zjednoczone            | 305 m    | komin             |                       | |
| komin elektrowni w Chvaletice                     | Chvaletice                    | Czechy                       | 305 m    | komin             | 1977                  | |
| komin elektrowni w Bełchatowie                    | Bełchatów                     | Polska                       | 303 m    | komin             |                       | |
| Two Prudential Plaza                              | Chicago                       | Stany Zjednoczone            | 303 m    | wieżowiec         | 1990                  | |
| Wells Fargo Plaza                                 | Houston                       | Stany Zjednoczone            | 302 m    | wieżowiec         | 1983                  | |
| komin elektrowni Scholven                         | Gelsenkirchen                 | Niemcy                       | 302 m    | komin             |                       | |
| komin elektrowni w Chemnitz                       | Chemnitz                      | Niemcy                       | 302 m    | komin             |                       | |
| komin fabryki paliw syntetycznych SASOL           | Secunda                       | Południowa Afryka            | 301 m    | komin             | 1979                  | Najwyższa wolnostojąca struktura w Afryce.                                                                                               |
| Commerzbank Tower                                 | Frankfurt nad Menem           | Niemcy                       | 300,1 m  | wieżowiec         | 1997                  | |
| Eureka Tower                                      | Melbourne                     | Australia                    | 300 m    | wieżowiec         | 2006                  | |
| VRT Toren                                         | Sint-Pieters-Leeuw            | Belgia                       | 300,0 m  | wieża             | 1996                  | |
| wieża w Bombaju                                   | Bombaj                        | Indie                        | 300,0 m  | wieża             | ?                     | |
| komin elektrowni w Rybniku                        | Rybnik                        | Polska                       | 300 m    | komin             | 1974                  | |
| komin elektrowni w Kozienicach                    | Kozienice                     | Polska                       | 300 m    | komin             |                       | |
| komin ciepłowni Warszawa-Kawęczyn                 | Kawęczyn-Wygoda (Warszawa)    | Polska                       | 300 m    | komin             |                       | |
| Elektrociepłownia Kawęczyn                        | Kawęczyn-Wygoda (Warszawa)    | Polska                       | 300 m    | komin             | 1983                  | |
| Elektrownia Bełchatów blok 1-6                    | Bełchatów                     | Polska                       | 300 m    | komin             | 1979                  | |
| Elektrownia Bełchatów blok 7-12                   | Bełchatów                     | Polska                       | 300 m    | komin             | 1979                  | |
| Elektrownia Rybnik                                | Rybnik                        | Polska                       | 300 m    | komin             | 1974                  | |
| Elektrownia Kozienice                             | Kozienice                     | Polska                       | 300 m    | komin             | pomiędzy 1972–1979    | |
| komin elektrowni w Prunéřov                       | Prunéřov                      | Czechy                       | 300 m    | komin             | 1981                  | |
| komin elektrowni w Tušimice                       | Tušimice                      | Czechy                       | 300 m    | komin             | 1974                  | |
| komin elektrowni w Walsum                         | Walsum                        | Niemcy                       | 300 m    | komin             | 1988                  | |
| komin elektrowni w Herne                          | Herne                         | Niemcy                       | 300 m    | komin             | 1989                  | |
| komin elektrowni Provence                         | Gardanne                      | Francja                      | 300 m    | komin             | 1984                  | |
| komin elektrowni Orot Rabin                       | Hadera                        | Izrael                       | 300 m    | komin             | 1997                  | |
| komin elektrowni w Biszkeku                       | Biszkek                       | Kirgistan                    | 300 m    | komin             | 1989                  | |
| komin elektrowni w Novaky                         | Nováky                        | Słowacja                     | 300 m    | komin             | 1976                  | |
| komin elektrowni Duvha                            | Witbank                       | Południowa Afryka            | 300 m    | komin             | 1982                  | |
| komin elektrowni Clifty Creek                     | Madison, Indiana              | Stany Zjednoczone            | 300 m    | komin             | 1978                  | |
| Aspire Tower                                      | Doha                          | Katar                        | 300 m    | wieżowiec         | 2007                  | |

## Chronologicznie najwyższe wolno stojące budowle na świecie
| Nazwa                          | Lokalizacja – miasto | Lokalizacja – kraj           | Wysokość | Typ budowli   | Lata, w których budowla była najwyższa | Uwagi |
| ------------------------------ | -------------------- | ---------------------------- | -------- | ------------- | -------------------------------------- | --- |
| Piramida Dżesera               | Sakkara              | Egipt                        | 62,3 m   | piramida      | ~2700 p.n.e.-~2600 p.n.e.              | |
| Czerwona Piramida              | Dahszur              | Egipt                        | 104 m    | piramida      | ~2600 p.n.e.-~2570 p.n.e.              | |
| Piramida Cheopsa               | Giza                 | Egipt                        | 146 m    | piramida      | 2570 p.n.e. -1311                      | W wyniku erozji jej wysokość stopniowo maleje. Obecnie mierzy 138,8 m.                                   |
| Katedra w Lincoln              | Lincoln              | Wielka Brytania              | 159,7 m  | kościół       | 1311–1549                              | W 1549 runęła wieża. Obecnie kościół ma 83 metry.                                                        |
| Kościół św. Olafa              | Tallinn              | Estonia                      | 158,4 m  | kościół       | 1549–1625                              | W 1625 roku iglica zniszczona przez piorun, obecnie ma 125 metrów.                                       |
| Kościół Mariacki               | Stralsund            | Niemcy                       | 151,0 m  | Kościół       | 1625–1647                              | W 1647 roku iglica zniszczona przez piorun, obecnie ma 104 metry.                                        |
| Katedra w Strasburgu           | Strasburg            | Francja                      | 142,0 m  | kościół       | 1647–1874                              | |
| Kościół św. Mikołaja           | Hamburg              | Niemcy                       | 147,3 m  | kościół       | 1874–1876                              | |
| Katedra w Rouen                | Rouen                | Francja                      | 151,0 m  | kościół       | 1876–1880                              | |
| Katedra Kolońska               | Kolonia              | Niemcy                       | 157,4 m  | kościół       | 1880–1884                              | |
| Pomnik Waszyngtona             | Waszyngton           | Stany Zjednoczone            | 169,3 m  | pomnik        | 1884–1889                              | |
| wieża Eiffla                   | Paryż                | Francja                      | 312,0 m  | wieża         | 1889–1930                              | W czasie, gdy była najwyższa mierzyła 312 metrów, obecnie ma 324 metry                                   |
| Chrysler Building              | Nowy Jork            | Stany Zjednoczone            | 319,0 m  | wieżowiec     | 1930–1931                              | |
| Empire State Building          | Nowy Jork            | Stany Zjednoczone            | 448,0 m  | wieżowiec     | 1931–1963                              | |
| KVLY/KTHI TV Mast              | Blanchard            | Stany Zjednoczone            | 628,8 m  | maszt radiowy | 1963–1974                              | |
| Maszt radiowy w Konstantynowie | Konstantynów         | Polska                       | 646,38 m | maszt radiowy | 1974–1991(2007)                        | W roku 1991 maszt uległ zawaleniu w czasie prac renowacyjnych.                                           |
| KVLY/KTHI TV Mast              | Blanchard            | Stany Zjednoczone            | 628,8 m  | maszt radiowy | 1991–2007                              | Po zawaleniu masztu radiowego w Konstantynowie odzyskała tytuł najwyższej wolno stojącej budowli świata. |
| Burdż Chalifa                  | Dubaj                | Zjednoczone Emiraty Arabskie | 828,0 m  | wieżowiec     | 2007–teraz                             | |